# عظیم گوک
عظیم گوک (زادهٔ ۵ بهمن ۱۳۷۴) بازیکن فوتبال اهل ایران است که در پست دفاع بازی می کند.

## دوران فوتبال
او ابتدا در تیم عقاب گنبد بازی کرده و سپس به نساجی مازندران پیوست که در آنجا مصدومیت شدیدی داشت و نتوانست عملکرد خوبی نشان دهد او پس از این سال‌های سخت سپری شده به استقلال تهران پیوست و قراردادی سه ساله بست. وی به خاطر تعصبش به پیراهن مس کرمان پس از اتمام دوران سربازی به این تیم بازگشت بدین ترتیب که برای گذراندن دوره خدمت سربازی به ملوان بندر انزلی پیوست.
وی در تاریخ ۱۷ دی ۱۳۹۸ پس از اتمام خدمت سربازی به استقلال بازگشت اما مورد توجه فرهاد مجیدی قرار نگرفت و در سکوت به مس کرمان رفت.

## آمار حرفه ای
| عملکرد         | عملکرد         | عملکرد         | لیگ      | لیگ      | جام      | جام      | قاره‌ای | قاره‌ای | مجموع | مجموع |
| فصل            | باشگاه         | لیگ            | بازی     | گل       | بازی     | گل       | بازی   | گل     | بازی  | گل    |
| ایران          | ایران          | ایران          | لیگ برتر | لیگ برتر | جام حذفی | جام حذفی | آسیا   | آسیا   | مجموع | مجموع |
| -------------- | -------------- | -------------- | -------- | -------- | -------- | -------- | ------ | ------ | ----- | ----- |
| ۲۰۱۶–۲۰۱۷      | استقلال        | لیگ برتر       | ۰        | ۰        | ۱        | ۰        | ۰      | ۰      | ۱     | ۰     |
| ۲۰۱۷–۲۰۱۸      | استقلال        | لیگ برتر       | ۲        | ۰        | ۱        | ۰        | ۰      | ۰      | ۳     | ۰     |
| مجموع استقلال  | مجموع استقلال  | مجموع استقلال  | ۲        | ۰        | ۲        | ۰        | ۰      | ۰      | ۴     | ۰     |
| ۲۰۱۸–۲۰۱۹      | ملوان          | لیگ آزادگان    | ۳۰       | ۰        | ۲        | ۰        | _      | _      | ۳۲    | ۰     |
| ۲۰۱۹–۲۰۲۰      | ملوان          | لیگ آزادگان    | ۱۹       | ۰        | ۱        | ۰        | _      | _      | ۲۰    | ۰     |
| مجموع ملوان    | مجموع ملوان    | مجموع ملوان    | ۴۹       | ۰        | ۳        | ۰        | _      | _      | ۵۲    | ۰     |
| ۲۰۲۰–۲۰۲۱      | استقلال        | لیگ برتر       | ۰        | ۰        | ۰        | ۰        | ۰      | ۰      | ۰     | ۰     |
| مجموع استقلال  | مجموع استقلال  | مجموع استقلال  | ۲        | ۰        | ۵        | ۰        | ۰      | ۰      | ۷     | ۰     |
| ۲۰۲۰–۲۰۲۱      | مس کرمان       | لیگ آزادگان    | ۰        | ۰        | ۰        | ۰        | _      | _      | ۰     | ۰     |
| مجموع مس کرمان | مجموع مس کرمان | مجموع مس کرمان | ۰        | ۰        | ۰        | ۰        | _      | _      | ۰     | ۰     |
| مجموع آمار     | مجموع آمار     | مجموع آمار     | ۵۳       | ۰        | ۱۰       | ۰        | ۰      | ۰      | ۶۳    | ۰     |